# آردسلی (نیویورک)
آردسلی (به انگلیسی: Ardsley) یک منطقهٔ مسکونی در ایالات متحده آمریکا است که در شهرستان وستچستر، نیویورک واقع شده‌است. آردسلی ۳٫۴ کیلومتر مربع مساحت و ۴٬۴۵۲ نفر جمعیت دارد و ۶۴ متر بالاتر از سطح دریا واقع شده‌است.